# Tony Draws a Horse
Tony Draws a Horse é um filme de comédia produzido no Reino Unido e lançado em 1950. Foi adaptado de uma peça teatral de Lesley Storm.